# Хатукайцы
Хатука́йцы (адыг. Хьэтыкъуай) — один из адыгских субэтносов. В настоящее время преимущественно проживают за рубежом и широко представлены в черкесской диаспоре. На исторической родине, проживают в ауле Хатукай, а также в разных аулах и городах Республики Адыгея.
В историографии и этнографии известны с начала XVII века.

## Хатукайцы в XVII веке
- 1629 год «В Хатукае я крестил 60 детей; прибыл в Каффу (Феодосию) 28 декабря» — Дж. Лукка.
- 1666 год — Турецкий разведчик Эвлия Челеби составил самое древнее подробное описание племени хатукайцев, он писал[2] : «Хатукай. Имя бея — Джан-Гирей или Джанибе-Гирей. Бей хатукайцев — владелец 8000 хорошо вооруженных воинов. Край этот обширен. Кабак Педеси находится на берегу р. Шепси. Это также благоустроенное селение из 300 домов в стране хатукай-черкесов. Деревня Педеси у подножья гор Оюз. Народ эмира Навруза — татары пришли сюда, убили московского царевича, находившегося в стране, и, сражаясь с неверными калмыками, перешли р. Волгу и степь Хейхат, поселились на земле этих черкесов хатукай на берегу р. Кубани, взяв девиц у черкесов и породнившись с ними. Всего у них 10 000 воинов и 6000 кибиток. Они смелые воины. ... На берегу р. Шебш находится кабак Педеси в стране хатукай-черкесов». На всем свете нет таких достойных восхваления и любви красавиц, как у этого народа, хотя и есть гурии-красавицы и в австрийской земле, и в благословенной Сирии. Здесь имеются чистокровные арабские кони. У них в горах славятся: куницы, похожие на соболей, дикие кошки, дикие куры, куропатки.

### Обычай гостеприимства
Эвлия Челеби с удивлением зафиксировал обычай гостеприимства - «У них вовсе нет ни храмов, ни торговых рядов и базаров, ни постоялых дворов и бань. Все странствующие и путешествующие останавливаются у них на ночлег. И уж если ты остановился гостем в чьем-либо жилище, ты без ограничения пользуешься всем, что тебе нужно, и тебе не причинят никакого вреда. Каким бы врагом для хозяев ты ни был — все равно хозяин стойбища вместе с соседями, живущими рядом, будут делать все только для твоего благополучия. Тебе не поставят в вину ни одной ошибки. Если ты у твоего хозяина стойбища или владельца дома попросишь курицу, он проявит усердие, возьмет в долг; если только он поймет, что ты в чем-либо нуждаешься, он непременно сделает все для тебя. Если же ты собираешься уходить, испытывая стеснение в чем-либо, он одарит тебя, словно весь мир в его руках.»

## Хатукайцы в XVIII веке
До 70-х годов XVIII в. хатукаевцы в источниках не известны. В 1771 году это немногочисленное племя жило по рекам Кара-Кубани и Апахи по соседству с жанеевцами. Паллас в 90-х годах того же века помещает хатукаевцев не только по р. Кара-Кубани, но также по рекам Падису и Убину (левые притоки р. Афипс) и р. Иль, на которой были деревни Шеретук и Хатукай.

## Хатукайцы в XIX веке
- В 1802 году часть хатукаевцев ушла на восток к реке Белой (Шхагуаше), где поселилась в горах «между союзными им темиргоевцами, совокупно с коими имеют и свои пастбища. Всех их не более 400 семей». Этот же факт подтверждается другим документом начала XIX столетия, указывающим что атикойцы в числе 400 семей живут вместе с темиргоевцами.[4]
- 1837 год «Владение Хатиккойское. Князь Хатикко, младший брат Болотока, родоначальника темргойских князей, получив свой удел, подвинулся на запад и там поселился. Хатиккойцы долгое время обитали на южном берегу Кубани, пониже того места, где в неё впадает р. Афипс; они сла-вились воинственностью, были многочисленны, следовательно, и сильны. Полагают, что колено хегатское от них отделилось» — Султан Хан-Гирей.
- 1858 год «Гатюкай — живут по р. Белой близ её устья, один аул — при устье Лабы. К важнейшим фамилиям принадлежат: Керкеноко, Доброко, Шоган-Гирей, Батоко, Шумануко, Кодзь, Кабахо, Хавшуко, Тамуко и др.» — А. П. Берже.